# 562979 Barabásmiklós
562979 Barabásmiklós è un asteroide della fascia principale. Scoperto nel 2010, presenta un'orbita caratterizzata da un semiasse maggiore pari a 2,5659882 au e da un'eccentricità di 0,1877830, inclinata di 4,39918° rispetto all'eclittica.